# Valentyn Nalyvaichenko
Valentýn Oleksándrovych Nalyváichenko (en ucraniano: Валенти́н Олекса́ндрович Налива́йченко; Zaporizhia, 8 de junio de 1966) es un diplomático, político y estadista ucraniano.
El 24 de febrero de 2014, la Rada Suprema (Parlamento de Ucrania) nombró a Nalyváichenko el Jefe del Servicio de Seguridad de Ucrania. El 18 de junio de 2015 Nalyvaichenko fue despedido de su cargo. El 8 de enero de 2019 fue registrado como candidato presidencial.

## Biografía
Nalyváichenko comenzó a trabajar para el Ministerio de Asuntos Exteriores en 1994, siendo nombrado Viceministro de Asuntos Exteriores en 2004 y embajador en Bielorrusia en diciembre de 2005. En mayo de 2006, dejó el cargo para convertirse en el primer jefe adjunto del Servicio de Seguridad de Ucrania. En diciembre de 2006, se convirtió en jefe del SBU tras la expulsión de Íhor Drizhchany por el Parlamento. Mantuvo esta posición temporal debido a un estancamiento político, pero fue confirmado finalmente como jefe de la SBU en marzo de 2009. En marzo de 2010, tras la derrota de Víktor Yúshchenko en la elección presidencial, Nalyváichenko fue reemplazado por Valeri Joroshkovski. En septiembre de 2010, Nalyváichenko fue elegido para reemplazar a Vira Uliánchenko como el presidente del Consejo Político de "Nuestra Ucrania".
Nalyváichenko se colocó en el número 3 en la lista electoral de Alianza Democrática Ucraniana para la Reforma (UDAR) durante las elecciones parlamentarias de Ucrania 2012. Fue elegido en el parlamento. En las elecciones parlamentarias de 2019 regresó al órgano legislativo.